# Pizzi
Luís Miguel Afonso Fernandes, känd som Pizzi, född 6 oktober 1989, är en portugisisk fotbollsspelare som spelar för APOEL. Han har även representerat Portugals landslag. 

## Karriär
I juli 2022 värvades Pizzi av Al-Wahda, där han skrev på ett tvåårskontrakt.